# Burgess Park
Burgess Park è uno dei più grandi parchi pubblici nel sud di Londra. Il parco si trova tra Camberwell e Walworth ed è stato progettato da Patrick Abercrombie come parte del nuovo piano urbanistico di Londra dopo la seconda guerra mondiale. Con i suoi 56 ettari (140 acri), è uno dei più grandi parchi del sud di Londra.
A differenza della maggior parte dei parchi pubblici, Burgess Park è stato allestito in fasi successive alla guerra, in una ex area industriale gravemente danneggiata dai bombardamenti. Il parco non è ancora del tutto finito e contiene vecchie strade chiuse ma non ancora ricoperte di erba.
Contiene alcuni edifici elencati: una fornace da calce e un ex ospizio per i poveri a Chumleigh Gardens. Il parco è gestito dal distretto di Southwark.

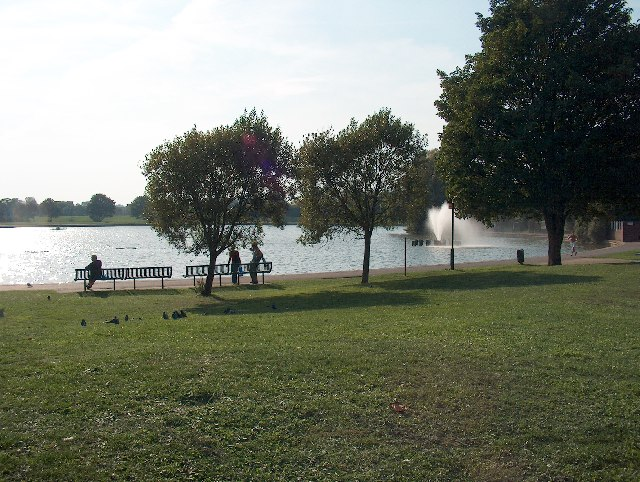
Burgess Park Lake e fontana. Estremità nord del lago.